# Юрій Радзивілл (каштелян)
Юрій Радзивілл (пол. Jerzy Radziwiłł, 14 грудня 1578 —13 лютого 1613) — князь, литовський аристократ, державний діяч та урядник Великого князівства Литовського та Речі Посполитої. Мав посаду троцького каштеляна.

## З життєпису
Народився 14 грудня 1578 року. Син новогрудського воєводи Миколи Радзивілла та його дружини Олени Глібович з гілки на Полонці.
Рано осиротів, його опікуном був стрийко Христофор Перун Радивил. Навчався у Страсбургу, Базелі. У 1599 став маршалком Трибуналу ВКЛ.
24 жовтня 1601 його дружиною стала кальвіністка Зофія зі Зборовських (померла після 1618), донькою ґнезненського каштеляна Яна. Авраам Сенюта одружився з його вдовою. Кілька їхніх дітей померли немовлятами. Дружині відписав кілька своїх маєтків.
Помер у своєму маєтку в Жирмунах 13 лютого 1613 року, був похований у кальвінському зборі містечка Докудова у червні того року.